# Heahmund
Heahmund (Heamundus en latin) ou Ealhmund est un prélat anglo-saxon mort en 871.

## Biographie
Heahmund reçoit la consécration épiscopale entre 867 et 868 comme successeur de l'évêque de Sherborne Eahlstan, mort en 867. Homme d'Église mais aussi homme de guerre, il est tué en mars 871 lors de la bataille de Meretun qui oppose les troupes du Wessex, menées par le roi Æthelred et son frère Alfred, aux Vikings menés par Halfdan Ragnarsson. Il est inhumé à Keynsham, dans le Somerset.

## Culture populaire
Heahmund est un personnage qui apparaît dans les saisons 4 et 5 de la série Vikings et est interprété par l'acteur Jonathan Rhys-Meyers.